# Louis-Léopold Chambard

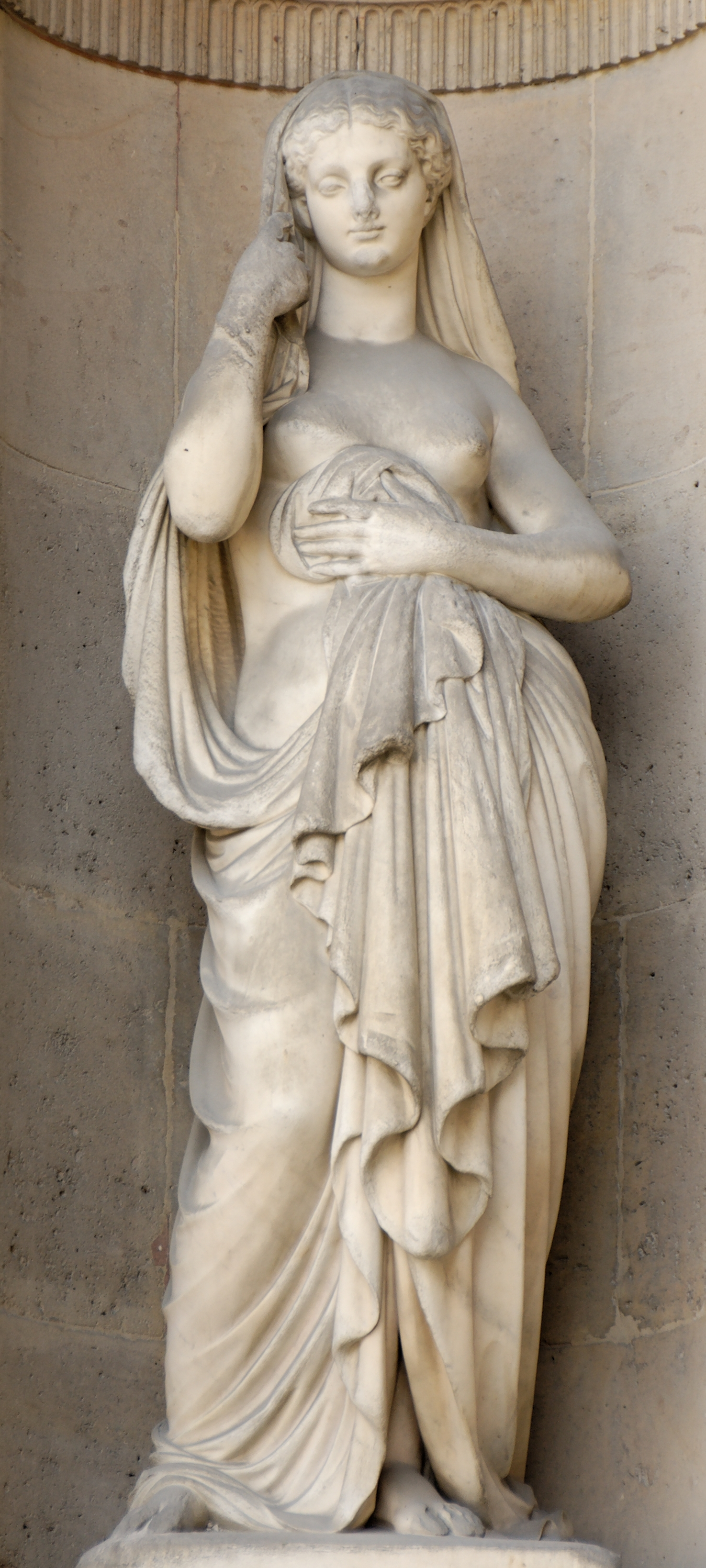
Modestia, 1861, por Chambard. Fachada este del Cour Carrée en el Louvre

Louis-Léopold Chambard, nacido en 1811 en Saint-Amour (Jura y fallecido en 1895 en Neuilly-sur-Seine , fue un escultor francés. Ganador del Prix de Rome en 1837. Una de sus esculturas se encuentra en la sala del concejo municipal de Saint-Amour.

## Datos biográficos
Nacido en Saint-Amour (Jura) en el año 1811. De esta misma población era Pierre-Marie Prost (n.1877), un escultor contemporáneo que trabajó intensamente en el cementerio de Loyasse de Lyon.
Alumno de la École nationale supérieure des beaux-arts de París. Allí fue alumno de David d'Angers y de Ingres.
El 20 de septiembre de 1837 fue hallado ganador del Prestigioso Premio de Roma en escultura , con la escultura en bulto redondo titulada Mario sobre las ruinas de Cartago (del francés: Marius sur les ruines de Carthage). que quedó en propiedad del estado y conservada en la École nationale .
Permanenció pensionado en la villa Médici de Roma, como alumno de la Academia de Francia. Llegó a Roma en 1838. Allí se dedicó al estudio de los escultores clásicos y a la práctica de la escultura. En su último año en Roma, 1942, modeló el grupo en relieve titulado Apollon et Coronis. Pieza posteriormente horneada y enviada a París. Conservada en el departamento de esculturas del Louvre desde, al menos, 1896, fecha en que aparece por primera vez en el inventario general del museo.
En 1855 preparó para la fachada del Louvre un modelo en yeso de la alegoría de la abundancia, representada por una cabeza de infante coronada de flores. Esta cabeza, reproducida en piedra mediante el traslado de puntos, iba acompañada por otras dos que adornan el Ala del Oratorio del Louvre con vistas a la Rue de Rivoli. La pieza fue adquirida por el Louvre en 1985, durante las restauraciones de esa parte del edificio.
En 1857 , talló en mármol la escultura de l´amour enchaine, presentada en el Salon des artistes français de ese año (n.º 2786). Fue adquirida por el estado en 1862 entregada en depósito al Musée des Beaux-Arts de Angers e instalada en el jardín de la roseraie de esa ciudad.
Cuando contaba con 50 años, en 1861, fue instalada su estatua Modestia, en la fachada este del Cour Carré, en el Palacio del Louvre.
En 1865-66, realizó una figura de Mercurio para la fachada del Pabellón de Flora en el Louvre
En 1868 preparó un modelo en yeso de un putti con los rasgos de la ira, acompañado por un relieve de la cabeza de la Medusa, al que se le tituló La Vengeance. Esta estatuilla de poco más de 60 cm de altura, se puede ver en el Museo de Orsay, donde se encuentra desde 1986 tras permanecer en la colección del Louvre.
Recibió otros encargos públicos, como el busto de Jean-Jacques de Cambacérès, Duque de Parma.
Falleció en 1895 en Neuilly-sur-Seine.

## Obras
Entre las mejores y más conocidas obras de Louis-Léopold Chambard se incluyen las siguientes:
- Modestia, 1861, fachada este del Cour Carrée en el Palacio del Louvre, París
- El leñador (en francés: Le Bûcheron, estatuilla en bronce con pátina marrón y dorado marrón
- Busto de Jean-Jacques de Cambacérès, en la galería de los bustos de la Cour de Cassation de Francia, la más alta institución jurídica francesa.[11]
- figura de hombre sentado pensando, mármol blanco, en la sala de juntas del Consejo Municipal de Saint-Amour[12]

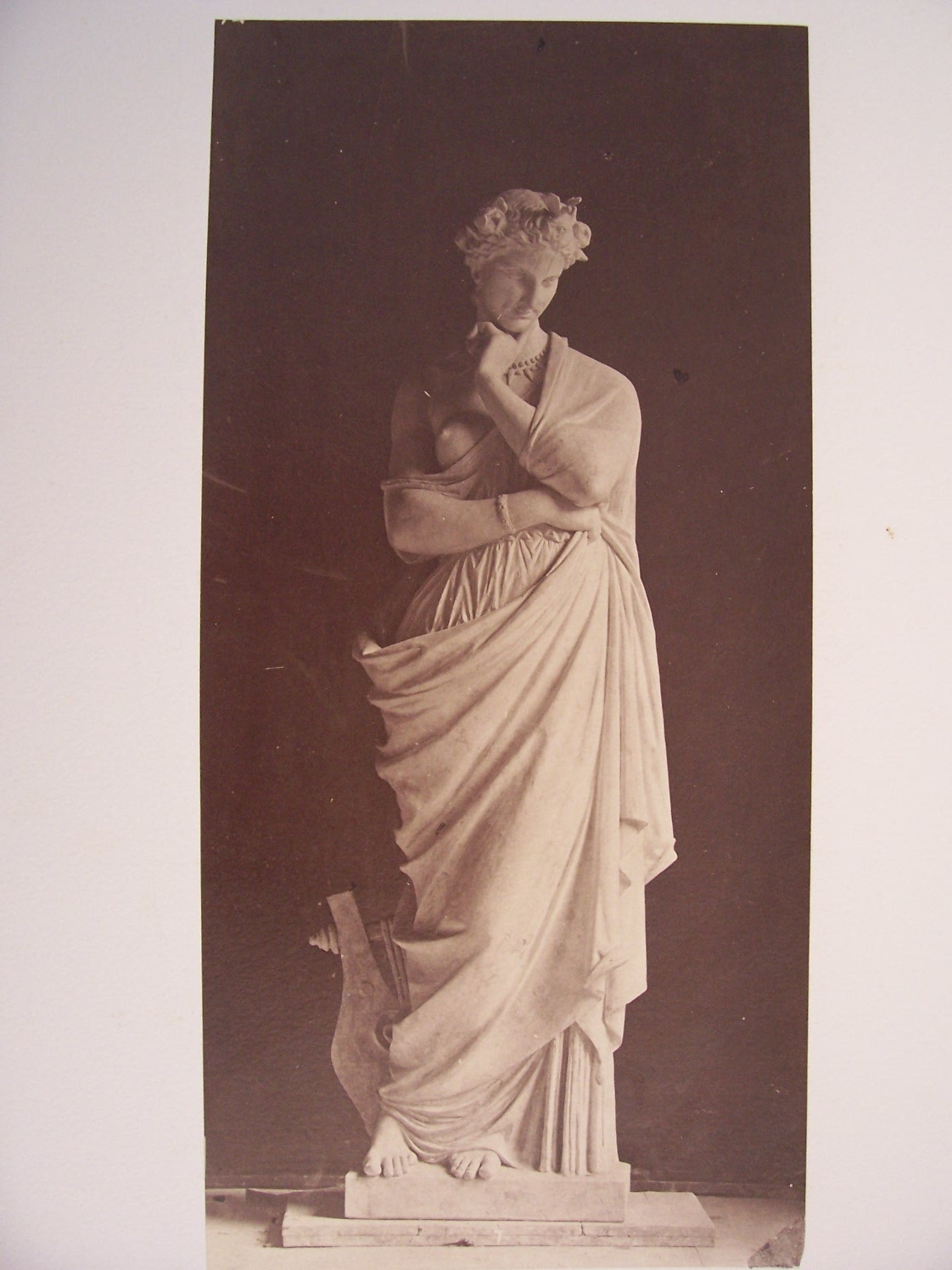
La fantasía en la Ópera Garnier

Además del Louvre, sus obras se encuentran en otros museos como el museo de bellas artes de Lons-le-Saunier (Jura), donde comparte sala con otros escultores académicos del siglo XIX.